# Eichholzfriedhof
Der Eichholzfriedhof ist ein historischer Friedhof in der nordrhein-westfälischen Stadt Arnsberg.

## Geschichte

### 19. Jahrhundert

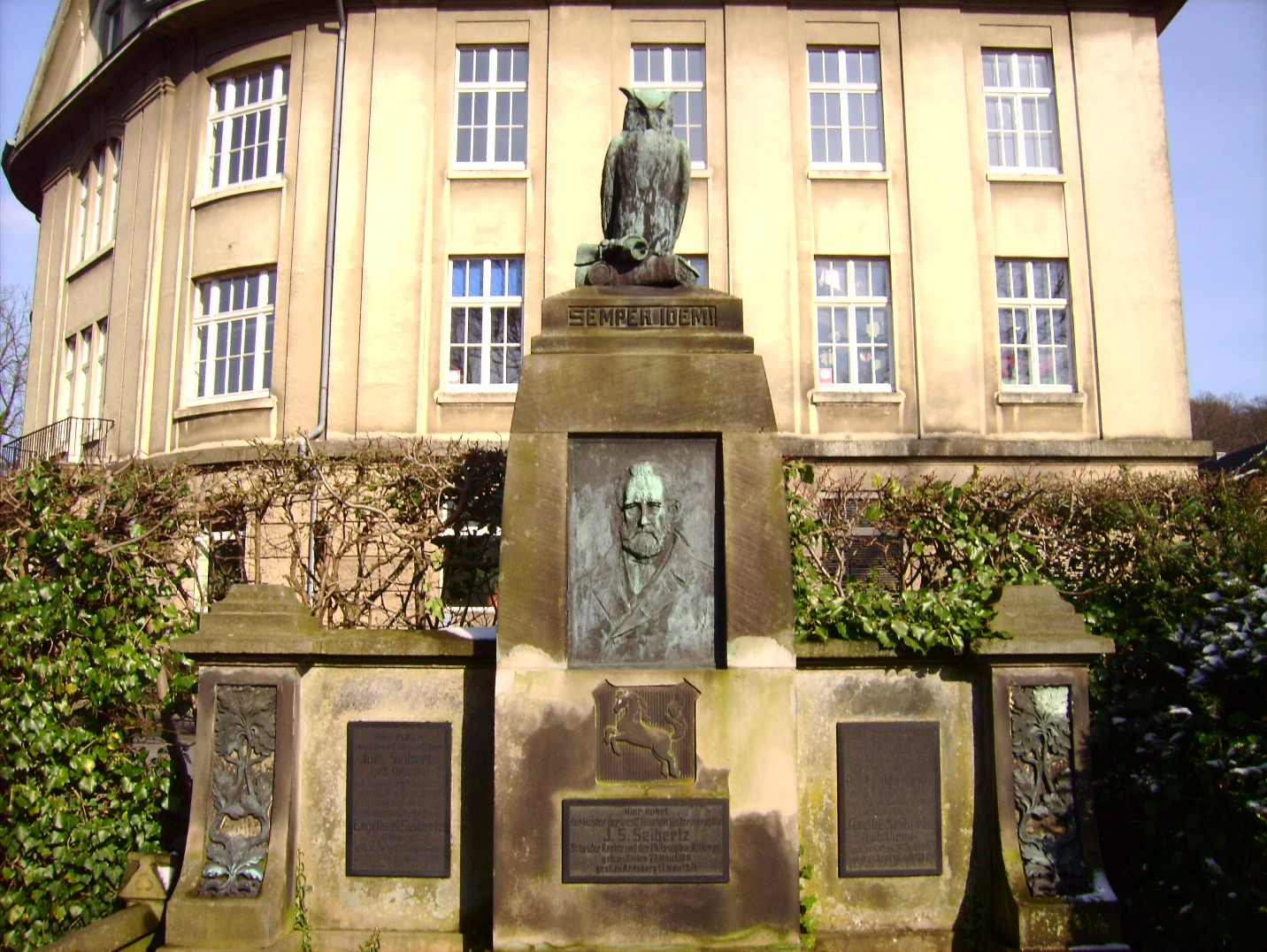
Grabmal der Familie Seibertz

Bis 1804 befand sich die Begräbnisstätte der Stadt Arnsberg in der unmittelbaren Umgebung des Stifts Wedinghausen, das gleichzeitig auch Pfarrkirche der Stadt war. Nach dem Übergang des Herzogtum Westfalen aus kurkölnischem in hessen-darmstädtischen Besitz, verfügten die neuen Behörden gegen den Protest des Pfarrers Friedrich Adolf Sauers aus gesundheitspolizeilichen Gründen die Verlegung des Friedhofs.
Das Gelände des neuen Friedhofs lag hinter den ehemaligen Klostergärten in der Nähe des Eichholzes. Das vorgesehene ursprüngliche Gelände war etwa 2400 m² groß und war im Besitz des hessischen Geheimrates Droege. Es wurde 1807 für 100 Reichstaler gekauft und die Einrichtung des Friedhofs kostete noch einmal 90 Taler.
Zunächst wurde der Friedhof nicht nur für die Toten der Stadt Arnsberg genutzt, sondern gehörte dem gesamten Kirchspiel. Das Einzugsgebiet umfasste daher auch die Gemeinden Glösingen, Dinschede (heute beides Teile von Oeventrop), Uentrop, Breitenbruch, Rumbeck und Wildshausen. Träger des Friedhofs waren die zum Kirchspiel Arnsberg gehörenden politischen Gemeinden. Die Kosten wurden nach der Einwohnerzahl umgelegt. Bis 1850 waren die Kirchspielgemeinden auch für den Weg von der Stadt zum Friedhof zuständig, ehe dieser in den Zuständigkeitsbereich der Stadt fiel. Nach der Auflösung des Kirchspiels 1859 wurden dort nur noch die Toten aus Arnsberg, Breitenbruch und Uentrop begraben. Für die Verwaltung war seither die Stadt Arnsberg zuständig.
Der Weg zum Friedhof wurde 1822 begradigt. Eine erste Erweiterung des Friedhofes erfolgte 1823, bereits vier Jahre später wurde wegen des Bevölkerungswachstums und noch einmal 1830 eine weitere Vergrößerung der Fläche nötig. In den 1880er Jahren wurde der Friedhof um noch einmal etwa 4 Morgen erweitert.

### 20. Jahrhundert

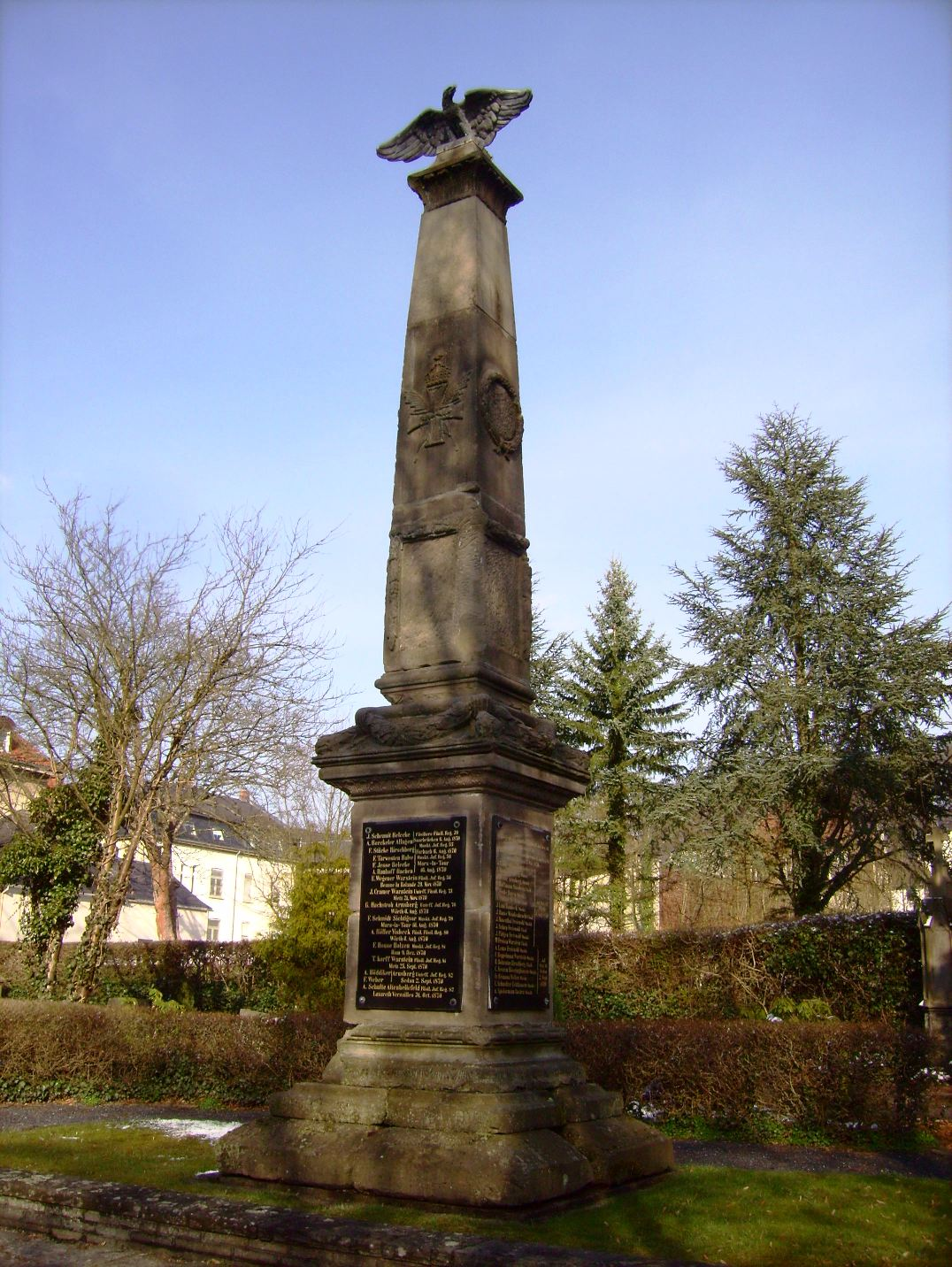
Ehrenmal für die Gefallenen der Kriege von 1864 bis 1871

Die letzte Erweiterung erfolgte 1938/39. Im Zweiten Weltkrieg wurde die Anlage durch Bombenangriffe schwer beschädigt. Auch die Kriegsopfer aus Arnsberg wurden dort bestattet.
Da die Fläche inzwischen auch schon zu klein geworden war, wurde Anfang der 1950er Jahre der Waldfriedhof angelegt. Dort waren bereits in der unmittelbaren Nachkriegszeit vorwiegend an Tuberkulose gestorbene ehemalige sowjetische Kriegsgefangene und Zwangsarbeiter beigesetzt worden. Nach der Inbetriebnahme des neuen Friedhofs wurde der Eichholzfriedhof geschlossen.
Seit einigen Jahren ist auf dem Eichholzfriedhof auch das alte Ehrenmal für die Gefallenen der Kriege von 1864 bis 1871 aufgestellt, das früher auf dem Neumarkt stand. Auch Teile des Ehrenmals für die Gewaltopfer und Gefallenen des 20. Jahrhunderts, das sich früher auf dem Schloßberg befand, wurden hier wieder errichtet.
Seit Herbst 2012 kümmert sich ein ehrenamtliches Projekt um die Erhaltung und Erforschung der Grabdenkmäler. Es finden regelmäßig öffentliche Führungen statt. Zurzeit läuft das Verfahren zur Eintragung des Friedhofs in die Denkmalliste der Stadt Arnsberg.

## Kunstgeschichtliche Entwicklung

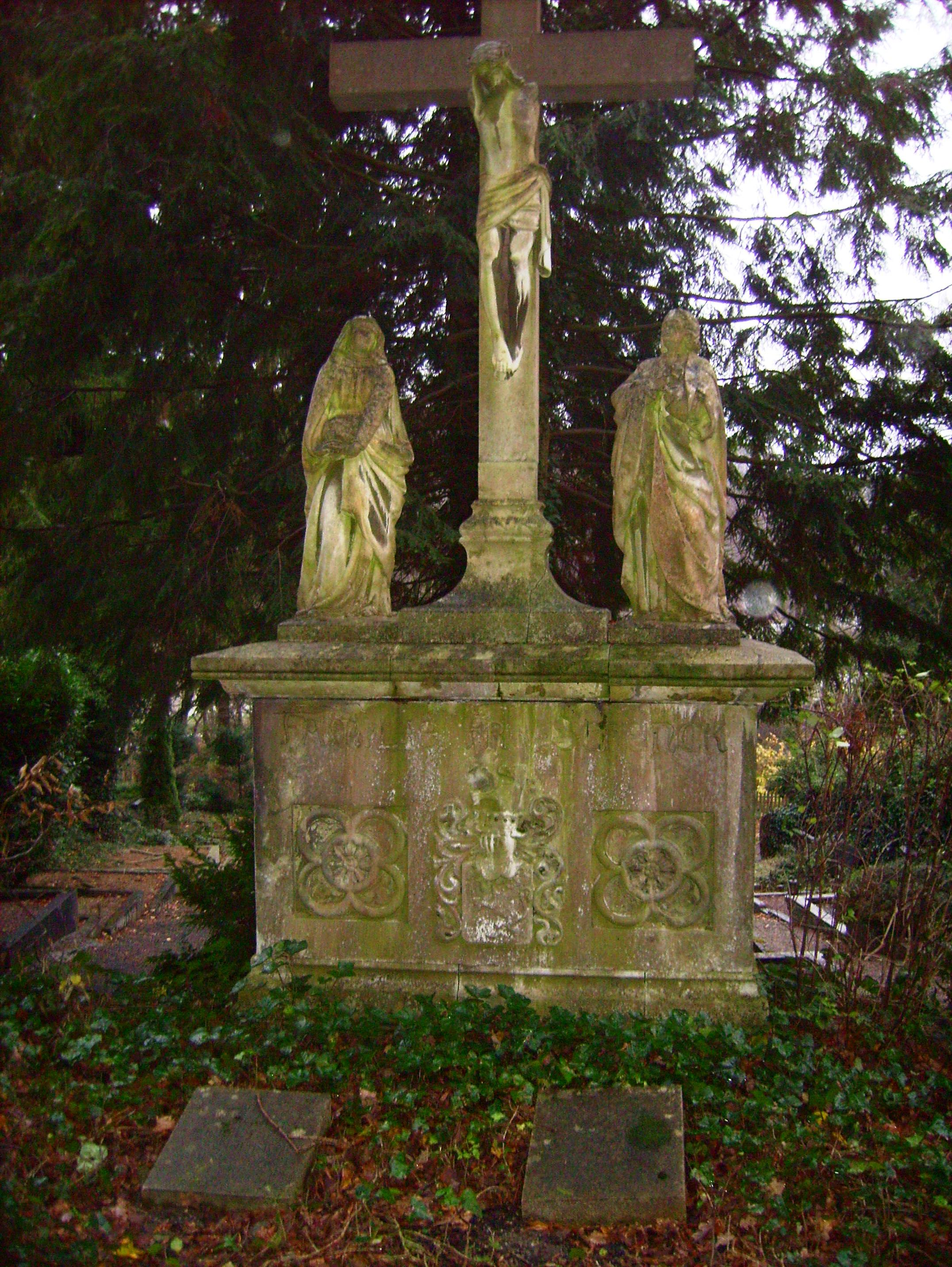
Neogotische Grabstätte der Familie von Schenck

Die Grabmäler des Friedhofs spiegeln die kunstgeschichtliche Entwicklung in der Zeit der Nutzung wider. Die ersten Grabsteine waren klassizistisch, später folgten formenreichere Grabmale und in der zweiten Hälfte des 19. Jahrhunderts wiesen diese nicht selten neogotische Einflüsse auf. Besonders groß waren die historistischen Grabmäler aus der Zeit um die Wende zum 20. Jahrhundert.
Bemerkenswert ist unter anderem das Grabmal des Historikers Johann Suibert Seibertz und seiner Angehörigen. Neben einem Porträtrelief thront als Hinweis auf seine Tätigkeit auf der Spitze eine Eule, die ihrerseits auf einem Buch sitzt. Ein Beispiel für den historisierenden Stil zu Beginn des 20. Jahrhunderts ist die Gruft der Familie von Schenk.

## Grabstätten
| Nr. | Name | Beschreibung | Bild |
| --- | --- | --- | ---- |
| 1.  | Anton Wilhelm Stephan Arndts, Professor für Mineralogie, Hofkammerrat, Gewerke (1765–1830)                                                                       | klassizistischer Pfeiler mit einem Vasenaufsatz aus Sandstein (nicht mehr an der originalen Stelle) |      |
| 2.  | Carl Ludwig Anton Maria Harbert Landpfennigmeister, Bürgermeister, Pomologe (1771–1831)                                                                          | Stark verwitterte Stele aus Sandstein mit einer Inschriftentafel aus Marmor |      |
| 3.  | Schlüchter (1824) | Sandsteinkegel mit Schärpe, nicht an originaler Stelle |      |
| 4.  | Wilhelm Koop (1793–1876), Propst | Gusseisernes Kreuz mit Korpus auf einem Sandsteinsockel |      |
| 5.  | Caspar Joseph Maria Grewe (1795–1862), geheimer Justizrat | Gusseisernes Kreuz im neugotischen Stil |      |
| 6.  | Grabstätte der Familie Seibertz. Bestattet unter anderem Johann Suibert Seibertz (1788–1871), Jurist und Landeshistoriker, Engelbert Seibertz (1813–1905), Maler | Das Grabdenkmal mit eingelassenen Gusseisentafeln mit den Namen der Verstorbenen wird von einer auf einem Buch sitzenden Eule als Symbol der Weisheit gekrönt. Das Monument stammt aus der Zeit um 1900 |      |
| 7.  | Gruft der Familie von Schenck. Bestattet unter anderem Friedrich von Schenck (1851–1912), Unternehmer                                                            | Grabdenkmal mit Kreuzigungsgruppe und sieben Kissensteinen |      |
| 8.  | Schmidt | Stele mit eingelassener Eisenplatte im Jugendstil |      |
| 9.  | Familiengrabstätte Brieden aus der Zeit nach 1915 | |      |
| 10. | Krell († 1910) | Marmorgrabstein mit eiserner Grabeinfassung in Formen des Jugendstils |      |
| 11. | Oswald († 1895) Gerichtspräsident | Grabkreuz mit Ornamentverzierung auf der Vorderseite |      |
| 12. | Leist († 1893) | Marmorkreuz auf einem Sockel aus Sandstein, eingelassen eine Marmorplatte |      |
| 13. | Hoevel (Posthalter) (um 1910) | Sandsteinsockel mit Kreuz im Stil der Neorenaissance |      |
| 14. | Grabstätte Familie Josef Roeper (geheimer Medizinalrat) (um und nach 1900)                                                                                       | Stele mit tempelähnlichen Aufsatz und Christus als Symbol der Auferstehung |      |
| 15. | August Friedrich von Schwartzkoppen (1770–1827) hessen-darmstädtischer, danach preußischer Oberforstmeister                                                      | |      |
| 16. | Linhoff (1836) | |      |
| 17. | | Schmiedeeiserne Grabeinfassung |      |
| 18. | Familie Stündeck | Grabkreuz aus Gusseisen (1857) und Marmorkreuz (1886) |      |
| 19. | Hähling von Lanzenauer († 1893) | Grabmal aus Sandstein mit Kreuz und Grabeinfassung |      |
| 20. | Familie Wulf (ab 1867) | zwei gusseiserne Kreuze, ein Kreuz auf einem Sandsteinsockel, ein Kreuz auf einem Betonsockel |      |
| 21. | Familie Renno (ab 1857) | Kreuz aus Gusseisen, vier große Kissensteine |      |
| 22. | Familie Tilmann unter anderem Gustav Tilmann (1826–1912) Baumeister und Ehrenbürger                                                                              | Grabmal im Jugendstil aus Sandstein mit segnenden Christus und Engeln aus Metall. Älteres Kreuz von 1843 wegen späteren Änderungen nicht denkmalwürdig                                                  |      |
| 23. | Vieth († 1870), Rektor | Großer Grabstein aus Sandstein, gestaltet als Triumphbogenportal mit Marmorplatte im Sockel |      |
| 24. | Familie Cosack | Sandsteinsäule auf Sockel (1832), Die übrigen Bestandteile der Familiengrabes sind nicht denkmalwürdig                                                                                                  |      |
| 25. | | Gruppe von fünf großen Grabplatten aus Sandstein (um 1830) und neun Kissensteinen (um 1860) |      |
| 26. | | Gruppe von drei großen Grabplatten aus Sandstein (nach 1827) und vier Kissensteinen (nach 1836) |      |
| 27. | Familie Lenze, darunter Franz Anton Len(t)ze (1777–1849), frühindustrieller Unternehmer                                                                          | zwei gusseiserner Kreuze auf Sockeln aus neuerer Zeit und Kupferplatte mit Inschrift. Die übrigen Bestandteile der Familiengrabstätte nicht denkmalwürdig                                               |      |
| 28. | Familie Degener (ab 1887) | Figur einer Trauernden mit Lebensfackel auf einem Sockel aus Grauwacke vor einer Steinwand. |      |
| 29. | Familie Dröge, darunter Franz Albrecht Dröge (1829–1892), Justizrat und Notar, Franz Dröge (1863–1930) Regierungsvizepräsident und Landrat                       | Grabmal aus verschiedenen Teilen aus „norwegischem Marmor“ mit einer Reliefplatte aus Bronze mit Rosen streuende Frau mit Palmwedel in der anderen Hand                                                 |      |
| 30. | Theodor Severin | Großer Grabstein (3 m hoch) aus gelben Sandstein in neugotischem Stil. Ein Aufsatz ist abgebrochen und liegt neben Grabmal                                                                              |      |
| 31. | Peter Hake (1827–1894), Doktor der Theologie,(Gymnasial)Professor                                                                                                | Großer Grabstein (3 m hoch) aus Sandstein in neugotischem Stil. Ein Aufsatz etwa in Form eines Kreuzes ist nicht mehr vorhanden.                                                                        |      |
| 32. | Familie E. Plaßmann (1866–1935) Staatsförster | Behauener Felsblock mit Inschriften aus Metall |      |

Weitere Grabdenkmäler erinnern unter anderen an:
- Engelbert Arndts 1750–1819
- Wilhelm Bäumer (1783–1848)
- Johanna Baltz (1849–1918)
- Johann Nikolaus Emmerich (1791–1868)
- Bernhard Joseph Féaux (1821–1879)
- Karl Féaux de Lacroix (1860–1927)
- Johann Graf von Flemming (1785–1827)
- Andreas Henze (1833–1925)
- Christian Fürst zu Hohenlohe-Bartenstein (1742–1819)
- Adolf Kraemer (1887–1940)
- Ferdinand Menne (1872–1958)
- Franz Ignatz Pieler (1797–1883)
- Ludwig von Renvers (1855–1936)
- Friedrich Adolf Sauer (1765–1839)
- Johann Friedrich Joseph Sommer (1793–1856)
- Friedrich Ernst von Spiegel zum Dessenberg.
- Heinrich Philipp Osterrath (1805–1880)